# Élection présidentielle biélorusse de 2020
L'élection présidentielle biélorusse de 2020 a lieu le 9 août 2020 afin d'élire le président de la république de Biélorussie. 
Le président sortant Alexandre Loukachenko, au pouvoir depuis 1994 et candidat à un sixième mandat est officiellement réélu avec 80,08 % des suffrages face à la candidate d'opposition Svetlana Tikhanovskaïa, qui remplaçait son mari emprisonné Sergueï Tikhanovski. Cette élection est controversée en raison de soupçons de fraudes électorales et déclenche d'importantes manifestations.

## Contexte
Alexandre Loukachenko est président de la Biélorussie depuis l'élection présidentielle de 1994, la première depuis l'indépendance du pays trois ans plus tôt,. Il a depuis été réélu à quatre reprises, dans un contexte de répression de l'opposition et de scrutins jugés non libres,.
Les élections législatives de novembre 2019 renforcent encore davantage le contrôle du président sur le parlement. Aucun parti ou candidat d'opposition n'obtient de siège, les principaux opposants ainsi que les deux parlementaires de l'opposition élus en 2016 ayant été empêchés de se représenter. L'opposition dénonce des fraudes massives,. Le président Loukachenko réitère dans la foulée son intention de se représenter en 2020 pour un sixième mandat.

## Système électoral
Le président de la République est élu au scrutin uninominal majoritaire à deux tours pour un mandat de cinq ans, sans limitation du nombre de mandats. Est élu le candidat qui recueille la majorité absolue des suffrages exprimés au premier tour. À défaut, un second tour est organisé dans les deux semaines entre les deux candidats arrivés en tête, et celui recueillant le plus de suffrages est déclaré élu. L'élection n'est cependant considérée valide que si plus de 50 % des électeurs inscrits sur les listes électorales participent au scrutin.
La présidentielle de 2020 est précédée d'une période de vote anticipé du 4 au 8 août.

## Campagne

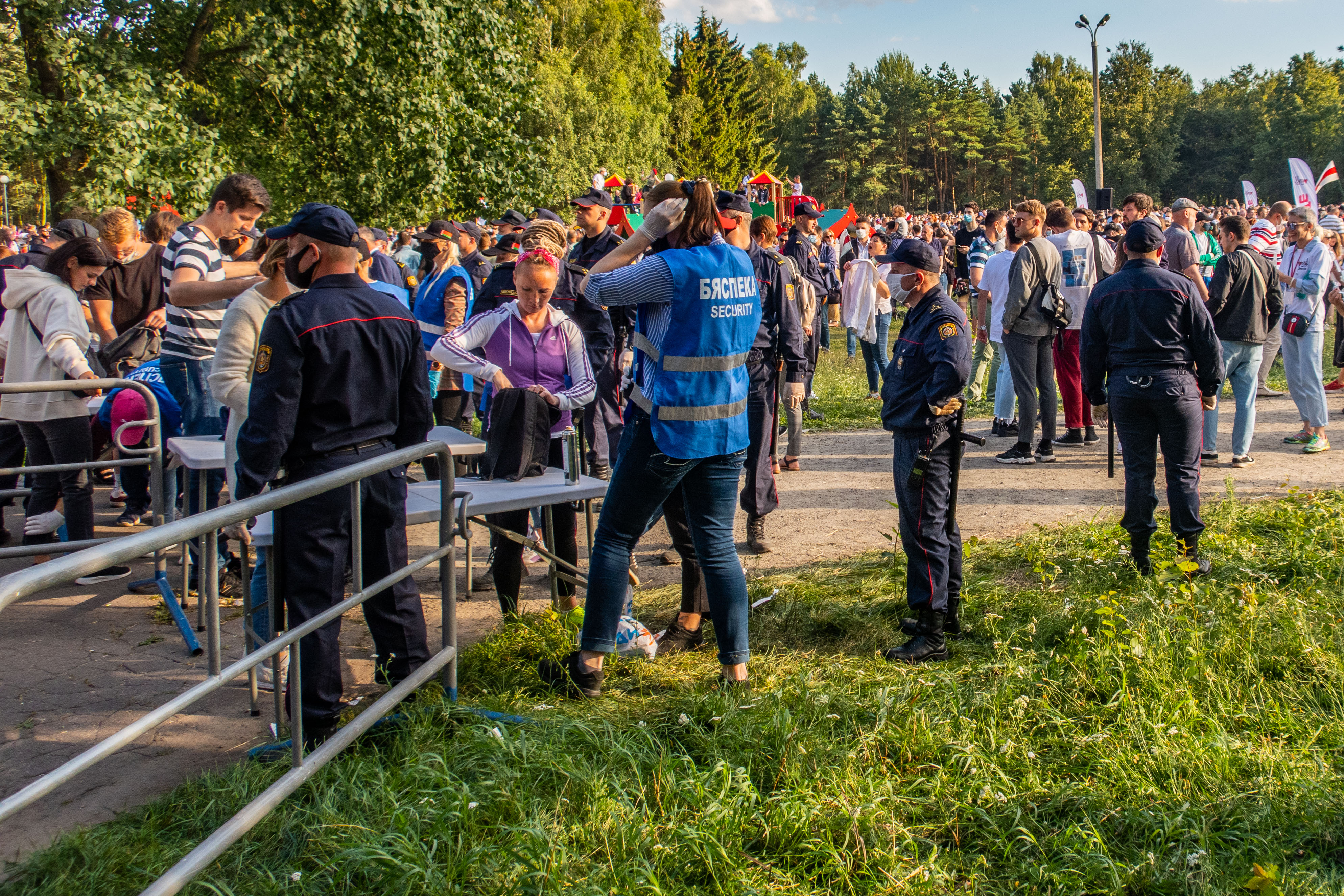
Rassemblement lors de la campagne électorale de 2020 en soutien à Svetlana Tikhanovskaïa.

À la mi-juin, les candidats de l'opposition Viktor Babariko et Sergueï Tikhanovski sont arrêtés et exclus de l'élection. Amnesty International les considère comme des prisonniers d'opinion. La femme de Tikhanovksi, Svetlana, se présente à sa place. Viktor Babariko, décrit comme le principal opposant au président Alexandre Loukachenko pour cette élection, est arrêté dans un contexte de multiples arrestations de membres de l'opposition. Il est accusé de « délits financiers ».
Dans la nuit au 27 au 28 juillet, trente-trois membres du groupe Wagner, une société militaire privée russe, sont capturés par les forces de sécurité près de Minsk. Selon une source policière, 200 mercenaires russes sont entrés dans le pays. Les autorités biélorusses estiment que ces hommes ont été envoyés pour « déstabiliser la situation en période de campagne électorale ». Le 4 août, le président Loukachenko accuse publiquement la Russie et déclare que « la tentative d’organiser un massacre au centre de Minsk est évidente ». Les mercenaires russes avaient en réalité été piégés par les services de renseignement ukrainiens (GUR) qui cherchaient à enlever des membres de la société de sécurité privée Wagner, suspectée d'avoir prêté main-forte aux rebelles dans la guerre du Donbass. Le GUR, qui les avait attiré en Biélorussie prétendument pour leur proposer un contrat via une fausse entreprise de sécurité privée, voulait leur faire prendre un avion de la liaison entre Minsk et Ankara et détourner celui-ci lorsqu'il entrerait dans l'espace aérien ukrainien. Leur découverte par les services de renseignement biélorusses a cependant fait échouer l'opération et déclencher une crise diplomatique entre la Biélorussie et la Russie, laquelle ignorait leur présence en Biélorussie.

## Résultats
| Candidats                 | Candidats                 | Partis                    | Premier tour | Premier tour |
| Candidats                 | Candidats                 | Partis                    | Voix         | %            |
| ------------------------- | ------------------------- | ------------------------- | ------------ | ------------ |
|                           | Alexandre Loukachenko     | Indépendant               | 4 661 075    | 80,10        |
|                           | Svetlana Tikhanovskaïa    | Indépendante              | 588 622      | 10,12        |
|                           | Hanna Kanapatskaïa        | Indépendante              | 97 489       | 1,67         |
|                           | Andreï Dmitriev           | Indépendant               | 70 671       | 1,20         |
|                           | Siarhieï Tcheratchen      | BSDH                      | 66 613       | 1,14         |
|                           | « Aucun d'entre eux »     | « Aucun d'entre eux »     | 267 360      | 4,59         |
|                           |                           |                           |              |              |
| Votes valides             | Votes valides             | Votes valides             | 5 749 460    | 98,81        |
| Votes blancs ou invalides | Votes blancs ou invalides | Votes blancs ou invalides | 69 505       | 1,19         |
| Total                     | Total                     | Total                     | 5 818 965    | 100          |
| Abstention                | Abstention                | Abstention                | 1 086 179    | 15,83        |
| Inscrits/Participation    | Inscrits/Participation    | Inscrits/Participation    | 6 905 144    | 84,17        |

## Conséquences

Réactions internationales à la suite de la réélection d'Alexandre Loukachenko
Biélorussie
Pays ayant félicité Loukachenko
Pays n'ayant pas reconnu le résultat
Pays ayant exprimé des critiques sur l'escalade du conflit
Pays n'ayant pas eu de réaction

L'annonce par les autorités de sondages de sortie des urnes indiquant une large victoire de Loukachenko avec près de 80 % des suffrages provoque d'importantes manifestations le soir du scrutin,. Des affrontements entre les manifestants et la police anti-émeute éclatent à Minsk, causant plusieurs blessés et l'utilisation de grenades paralysantes ainsi que de balles en caoutchouc. La police reconnaît notamment procéder à des tirs à balles réelles. 
La principale candidate de l'opposition, Svetlana Tikhanovskaïa, déclare lors d'une conférence de presse qu'elle ne fait pas confiance au sondage de sortie des urnes qui lui octroient 9,90 % des suffrages, affirmant : « J'en crois mes yeux, et je vois que la majorité est avec nous ». Accusant le gouvernement en place de vouloir se maintenir par la force, elle se considère comme victorieuse, en proclamant : « Le pouvoir doit réfléchir à comment nous céder le pouvoir. Je me considère vainqueur de ces élections ».
Le 11 août, le ministre lituanien des Affaires étrangères annonce à la presse que Svetlana Tikhanovskaïa a fui la Biélorussie et est en sécurité en Lituanie. Huit jours plus tard, l'Union européenne annonce par la voix de Charles Michel qu'elle ne reconnaît pas les résultats de l'élection.
L'investiture d'Alexandre Loukachenko a lieu le 23 septembre au cours d'une cérémonie tenue secrète, sans annonce préalable. La nouvelle de sa prestation de serment provoque de nouvelles manifestations, à l'issue desquelles plus d'une centaine de personnes sont arrêtées,.